# Hatě u Hostovic
Hatě u Hostovic je jedním z mrtvých ramen řeky Chrudimky vzniklých při regulaci Chrudimky v průběhu 20. století. Nalézá se na západním okraji obce Hostovice v okrese Pardubice. V letech 2011–2014 byla provedena jeho revitalizace. Podél ramene vede cyklostezka do obce Mnětice.

## Galerie

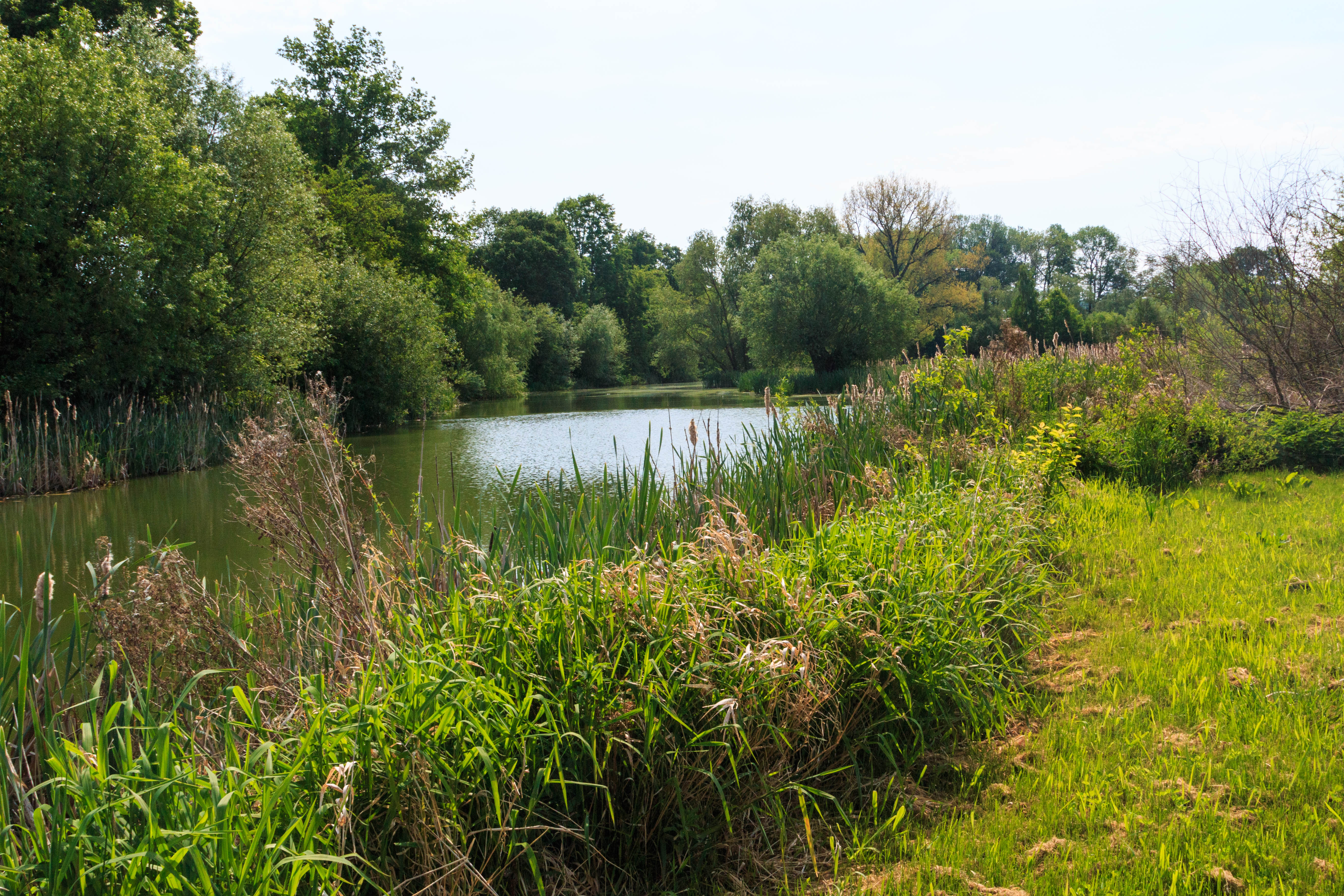
Pohled na rameno Hatě u Hostovic
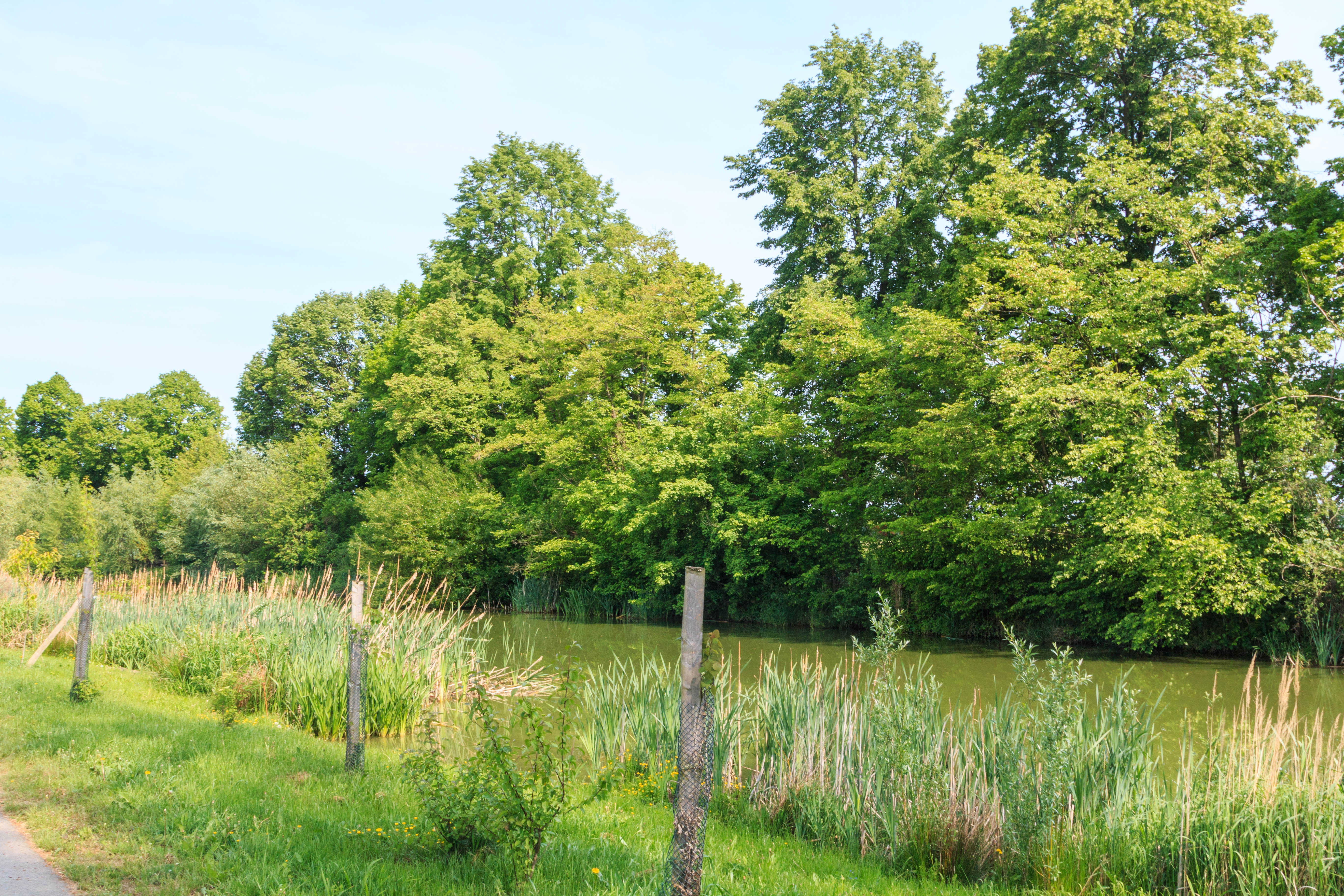
Pohled na rameno Hatě u Hostovic
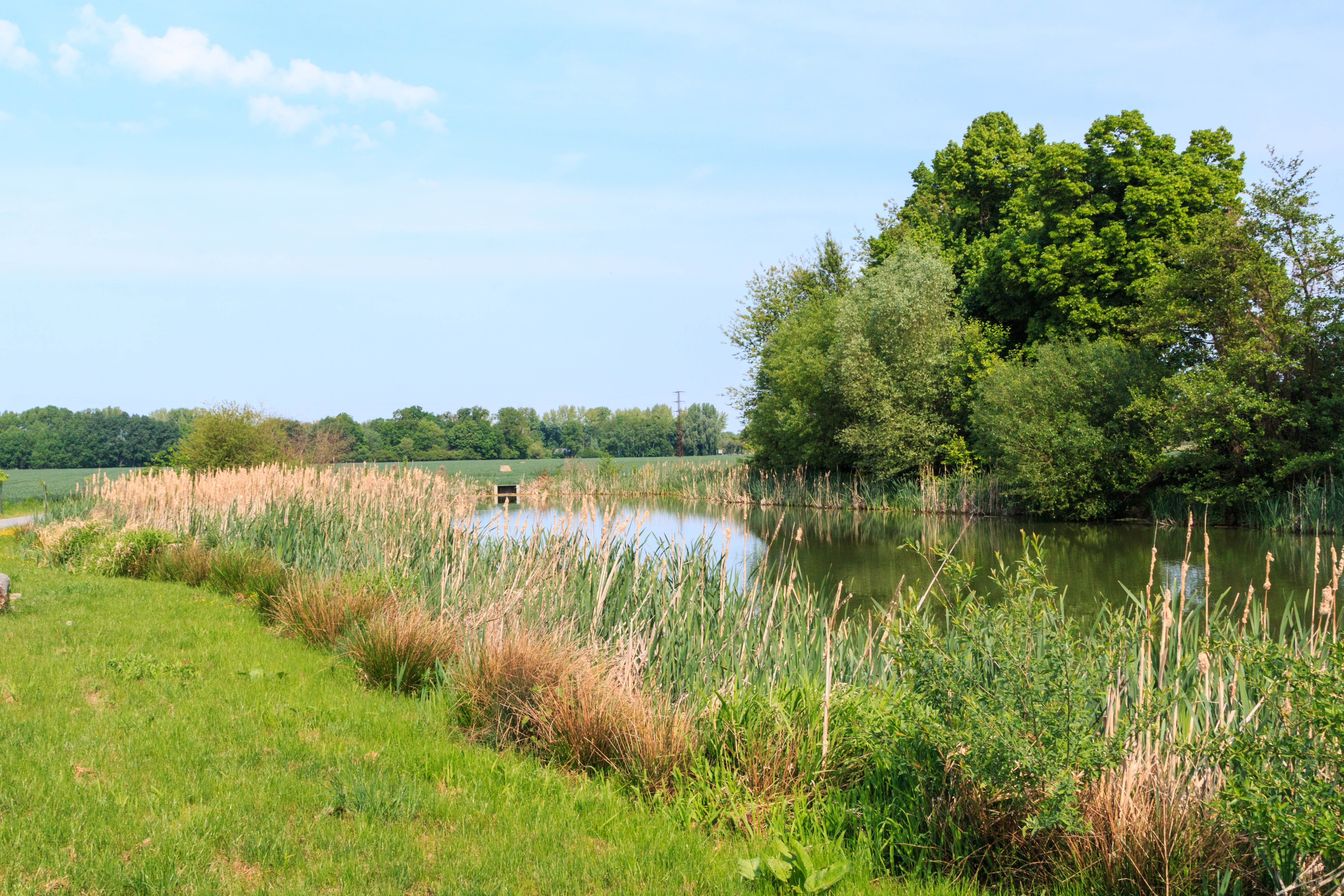
Pohled na rameno Hatě u Hostovic
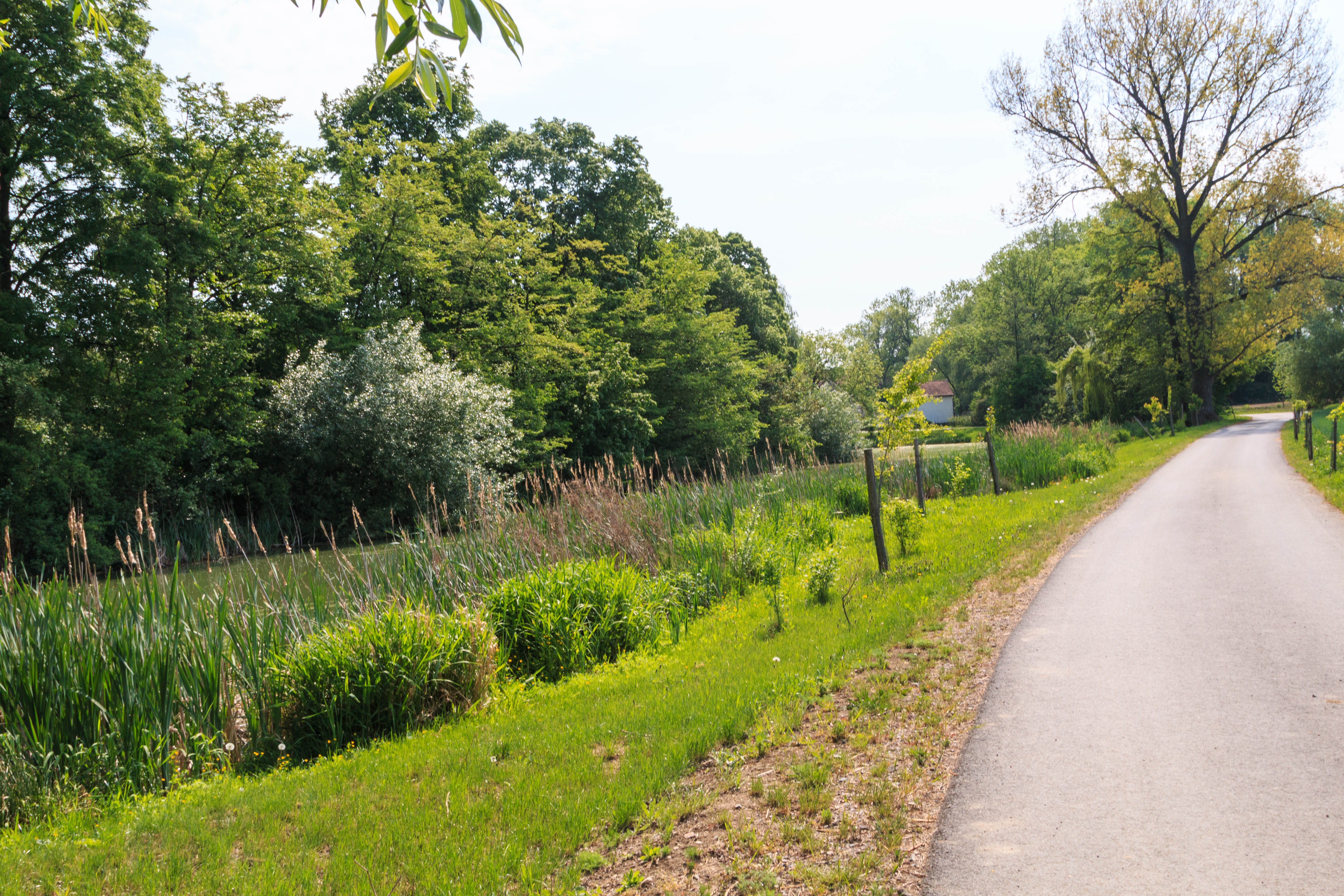
Pohled na rameno Hatě u Hostovic